# Улица Пимеайа
Улица Пимеайа (эст. Pimeaia tänav — Тёмносадская улица) — улица в исторической части Нарвы, проходит как продолжение улицы Койдула и переходит в улицу Вестервалли. Является одной из границ Тёмного сада.

## История

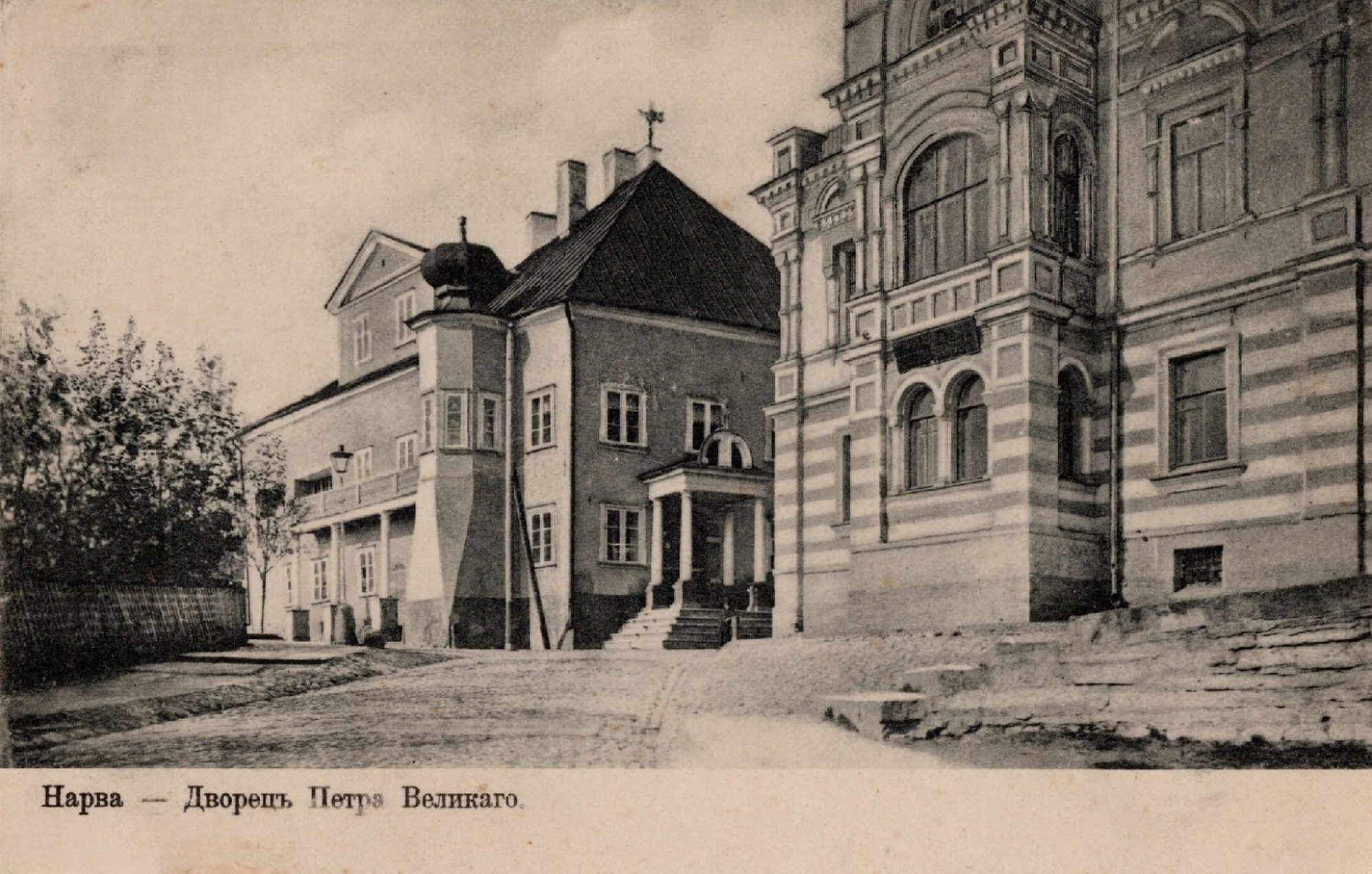
Дом Петра I — дальнее здание,
на переднем плане — дом Лаврецова

Название получила по Тёмным воротам, находившимся поблизости от улицы (снесены в 1875 году). На плане города 1905 года указана как Садовая улица, в 1912 году — Айя (название было переведено на эстонский). С 1927 года — Пимеайа.
Взяв в 1704 году Нарву штурмом, российский император Пётр I затем часто посещал город, и под его резиденцию, называемую впоследствии нарвским дворцом Петра I, был перестроен выкупленный у хозяина дом серебряных дел мастера Якова Луде на углу улиц Рюйтли и Пимеайа (у реки Нарова).
9 августа 1913 года в присутствии петербургского губернатора графа А. В. Адлерберга и других официальных лиц в находившемся на улице доме Лаврецовых (улица Рюйтли, 28) был торжественно открыт художественный музей (Музей имени супругов Лаврецовых).
Историческая застройка улицы погибла во время освобождения Нарвы от немецко-фашистских оккупантов в 1944 году и не была восстановлена. Сохранявшиеся до конца 1950-х годов руины исторических зданий, несмотря на планы их восстановления, были разобраны.

## Известные жители
Угол с улицей Рюйтли (д. 28, не сохранился) — Сергей Антонович Лаврецов, предприниматель, почётный гражданин Нарвы